# Hiroshi Inoue
Hiroshi Inoue (Japans: 井上寛, 8 juli 1917 – 2 juni 2008) was een Japanse lepidopterist die een grote bijdrage heeft geleverd aan de kennis over zowel de vlinderfauna van Japan als die over Taiwan en Nieuw-Guinea. Hij bestudeerde vrijwel alle vlinderfamilies maar legde zich met name toe op de bloeddrupjes (Zygaenidae), spanners (Geometridae) en de snuitmotten (Pyralidae). Gedurende zijn carrière beschreef Inoue 1042 taxa.
- CiNii: DA01535717
- International Standard Name Identifier: 0000 0000 2368 9040
- Library of Congress Control Number: n82062637
- Bibliotheek van het Japanse parlement: 00019493
- Système universitaire de documentation: 091652499
- Virtual International Authority File: 72736181
- WorldCat: E39PBJyGRkttK7xCDQgc89RdwC